# Leptostylis borealis
Leptostylis borealis is een zeekommasoort uit de familie van de Diastylidae. De wetenschappelijke naam van de soort is voor het eerst geldig gepubliceerd in 1908 door Stappers.